# Teoria comportamental da administração
Teoria comportamental da administração de 1947 é uma teoria aplicada à administração de empresas. A teoria comportamental (ou teoria behaviorista) da administração trouxe uma nova concepção e um novo enfoque dentro da teoria administrativa: a abordagem das ciências do comportamento (behavior sciences approach), o abandono das posições normativas e prescritivas das teorias anteriores ( teorias clássica, das relações humanas e da burocracia) e a adoção de posições explicativas e descritivas. 
A abordagem comportamental, conhecida como behaviorista, segundo Chiavenato (2003), é caracterizada por ser decorrência da teoria das relações humanas. Assim, sua ênfase ainda se encontra no comportamento humano, porém, leva em consideração o contexto organizacional, de forma mais ampla, abrangendo a influência desse comportamento na organização como um todo e as perspectivas das pessoas diante das organizações. Vale ressaltar que, não se deve confundir a Teoria Behaviorista da Administração com o behaviorismo que se desenvolveu na psicologia, a partir dos trabalhos de Watson. Apesar de serem semelhantes quanto a ênfase no comportamento humano, essas duas concepções diferem muito quanto ao tratamento de problemas comportamentais.
A abordagem comportamental se desenvolveu por volta de 1950, nos Estados Unidos, trazendo novos conceitos e variáveis para a teoria administrativa, principalmente, devido ao desenvolvimento das ciências comportamentais, e da Psicologia organizacional. O surgimento de ideias e conclusões, que trazem uma nova perspectiva do homem, foi de extrema importância para a formação da teoria comportamental.
O homem passa a ser visto como um animal dotado de necessidades que vão além do objetivo apenas financeiro, possuindo necessidades gregárias inerentes ao homem. Passa a ser visto também como um animal dotado de sistema psíquico, ou seja, possui a capacidade de organização de suas próprias percepções frente ao ambiente como um todo. O homem passa ser interpretado como um ser passivo de aprender e mudar suas atitudes. Seu comportamento é orientado para objetivos, podendo cooperar com os outros indivíduos, quando for importante para o alcance dos objetivos o esforço coletivo, ou ainda pode competir com os outros, quando ocorre uma disputa.
Suas características são:
1. ênfase nas pessoas;
2. preocupação com o comportamento organizacional (processo de trabalho);
3. estudo do comportamento humano (motivação humana – teoria de Maslow).

Seu ponto crítico é a relatividade: todos os indivíduos possuem as mesmas necessidades e estas são hierarquizadas.

## Origens da teoria comportamental na administração
De acordo com a teoria de Motta, vários autores foram importantes para o desenvolvimento da teoria comportamental da Administração. Acredita-se que ela, propriamente dita, inicia-se com Herbert Alexander Simon, em 1947 com o livro O Comportamento Administrativo, no qual foram apresentadas novas colocações e trazendo novos conceitos ao tratamento do processo de tomada de decisões e aos limites da racionalidade. Porém, outros autores foram importantes, a maioria deles preocupados, principalmente, com o tratamento de problemas ligados à eficiência, buscando novas variáveis, como motivação, tensão e necessidades individuais para a solução deles.
De acordo com Chiavenato, as experiências que deram base a teoria comportamental surgiram ainda na teoria das relações humanas, com Lewin, e ainda considera alguns conceitos dessa teoria, porém a teoria comportamental veio como uma crítica tanto à teoria clássica, que dá muita ênfase nas tarefas, como às teorias das relações humanas, que dão muita ênfase nas pessoas. A teoria comportamental mostra-se completamente oposta aos conceitos formais e à posição rígida e mecânica da teoria clássica. Mostra-se também completamente oposta às prescrições ingênuas e românticas da teoria humanística.
Conforme Motta, não aceitava, por exemplo, a ideia de que bastasse apenas a satisfação do trabalho para gerar a eficiência. A teoria comportamental ou behaviorismo, para Motta, tem grande importância na teoria das organizações, pois se percebe que ela rompe com os enfoques antigos da Escola Clássica e da teoria das relações humanísticas.

## Novas proposições sobre a motivação humana
Primeiramente, antes de analisar o conceito de motivação, é importante entender o conceito de comportamento, onde, conforme Chiavenato, significa “a maneira pela qual um indivíduo ou uma organização age ou reage em suas interações com o seu meio-ambiente e em resposta aos estímulos que dele recebe”.
Assim, procurando entender o comportamento organizacional, a teoria comportamental tem como base o comportamento individual, estudando o campo da motivação humana. Os behavioristas acreditavam que a partir do momento que se toma conhecimento das necessidades humanas, pode-se melhorar a qualidade do trabalho utilizando a motivação nas organizações.

## Hierarquia das necessidades de Maslow
Maslow publicou uma teoria sobre motivação que se tornou bastante conhecida. A teoria de Maslow parte do princípio de que a motivação surge de um conjunto de necessidades que estão dispostas na forma de uma hierarquia de importância, que pode ser visualizada como uma pirâmide. Na base da pirâmide estão as necessidades mais básicas (necessidades fisiológicas) e no topo, as necessidades mais elevadas (as necessidades de auto-realização). Para Maslow, quando as necessidades de primeiro nível são satisfeitas, a pessoa passa para o próximo nível, e assim, movendo-se em direção à necessidade do topo.
Segundo Maslow, as necessidades fisiológicas estão no primeiro nível da pirâmide. São as necessidades básicas e de vital importância. Constituem a alimentação, o sono e o repouso, o desejo sexual etc., que são as prioridades do homem.  Em seguida, vem a necessidade de segurança, que constitui o segundo nível. Assim, neste nível, as pessoas buscam estabilidade e proteção. Isso pode ser visto em uma empresa, na qual o indivíduo é dominado pela procura de segurança quando ocorre alguma ação administrativa arbitrária ou uma decisão incoerente. Estes dois primeiros níveis constituem as necessidades primárias.
A partir do terceiro nível, encontramos as Necessidades Secundárias. As necessidades sociais, como a procura de associação, participação, aceitação, amor etc., encontram-se no terceiro nível. Em seguida vêm as necessidades de estima que são aquelas que envolvem o próprio indivíduo, a forma como ele se vê e se avalia. Estão relacionadas com a autoconfiança, auto-apreciação, status, consideração etc. Por fim, as necessidades de auto-realização são as que estão no topo da hierarquia. Nesse nível, o homem procura a realização do próprio potencial e auto-desenvolvimento.
Porém, como afirma Chiavenato, a teoria de Maslow nunca foi confirmada pelos pesquisadores, e muitas pesquisas já até a anularam. Vale ressaltar que, mesmo assim, essa teoria é muito conhecida e muito utilizada como referência para os administradores; e de acordo com Agnaldo Santana (2013) todas essas teorias foram necessárias para um bom desenvolvimento do ser Humano.

## Teoria de Herzberg
Para Frederick Herzberg, o comportamento humano poderia ser explicado por dois fatores independentes descritos a seguir:
- Fatores higiênicos ou extrínsecos: aqueles que se localizam no ambiente em torno das pessoas e abrangem as condições nas quais desempenham seu trabalho. Como essas condições são gerenciadas e decididas pela empresa, os fatores higiênicos estão fora do controle dos trabalhadores. Esses fatores podem ser o salário, benefícios sociais, tipos de chefia, supervisão, condições físicas de trabalho, as políticas e diretrizes da empresa. Quando esses fatores são péssimos ou precários, eles provocam a insatisfação dos empregados. Porém, como são apenas satisfatórios, não podem levar à satisfação se atendidos. Apenas impedem a insatisfação.

- Fatores motivacionais ou intrínsecos: são os fatores relacionados com o conteúdo do cargo e com a natureza das tarefas que o trabalhador executa no seu típico dia de trabalho. Estes já estão sob o controle do próprio indivíduo, pois relacionam-se com a sua tarefa, envolvendo sentimentos de crescimento profissional. Esses fatores dependem das tarefas que os trabalhadores realizam no seu trabalho. O impacto dos fatores motivacionais sobre o comportamento das pessoas é muito profundo e estável, pois quando são ótimos provocam a satisfação, mas quando são precários (não atendidos), não a alcançam. Mas também não geram insatisfação.[3]

De acordo com Chiavenato, Herzberg ainda contribui afirmando que, para o trabalhador continuar sempre motivado, é necessário o “enriquecimento do cargo ou tarefa”, que significa ampliar o conteúdo dos cargos, transformando em tarefas complexas, para que o funcionário trabalhe sempre com desafios e possa ter satisfação profissional. O enriquecimento dos cargos pode ser em sentido vertical (substituindo uma tarefa simples por uma mais complexa) ou horizontal, ou seja, com o acréscimo de mais atividades do mesmo nível.
Porém, vale ressaltar que, o enriquecimento de tarefas pode constituir em conseqüências positivas como, por exemplo, a própria motivação, como pode decorrer em consequências negativas como a ansiedade ou até mesmo o medo, por parte dos funcionários, de tarefas novas e de não conseguirem realizá-las de forma bem-sucedida.

## Estilos de administração
Segundo Chivenato, a teoria oferece muitos estilos de administração, e a própria Administração está muito marcada pelos estilos que os administradores utilizam para dirigir o comportamento humano. Porém, os estilos de administração dependem fortemente da ideia de natureza humana que os administradores utilizam dentro das empresas. Douglas McGregor distinguiu duas concepções antagônicas de administrar que em sua opinião são típicas da visão gerencial dos funcionários: a teoria X (ou tradicional) e a Teoria Y (ou moderna).
A teoria X corresponde à teoria tradicional e mecanicista da administração científica. Essa teoria parte do pressuposto errôneo da natureza humana, podendo ser sintetizado da seguinte forma:
- Para essa teoria, o homem é um indolente e preguiçoso por natureza.
- O homem não gosta de trabalhar e só trabalha pelo fator econômico.
- Numa perspetiva organizacional, ele não tem a ambição de engajar na empresa, nem de assumir responsabilidades, porque isso lhe traria riscos, preferindo, portanto, ser dirigido, já que isso lhe traria segurança.
- Os objetivos do homem são diferentes dos objetivos da organização, e sua dependência o torna incapaz de procurar mudanças, tornando-o também incapaz de autocontrole, precisando ser dirigido e controlado.

A Teoria X desenvolve um estilo de direção rígido e autocrático para que as pessoas sejam controladas e atendam aos objetivos da empresa. Assim, a administração se caracteriza da seguinte forma:
- A administração é responsável pela organização dos recursos da empresa, como dinheiro, materiais, equipamentos e pessoas, visando apenas aos fins econômicos.
- Sem a administração, as pessoas contrastariam esses objetivos empresariais. Portanto, elas devem ser recompensadas, punidas e controladas, tendo por base a motivação por incentivos econômicos.[2]

McGregor também formulou a Teoria Y. A importância dele foi justamente a formulação de outra teoria, tendo como ponto de partida outra concepção acerca da natureza humana. A Teoria Y pode ser sintetizada da seguinte forma de acordo com Chiavenato:
- O homem não tem o desprazer de trabalhar.
- As pessoas não são, de forma inerente, resistentes às necessidades das organizações. Elas se tornam assim por sua experiência negativa em outras organizações.
- O homem tem a capacidade de aprender e de imaginação, e ainda sob certas condições, de procurar responsabilidades. Mostrando assim a importância da administração como um meio criador de oportunidades.

- O homem possui motivações básicas e tem potencial de desenvolvimento, capacidade para a solução de problemas, não estando ligados apenas aos fins econômicos.

A Teoria de Maslow desenvolve um estilo aberto e dinâmico de administração, a partir de medidas inovadoras e humanísticas, e se caracteriza por uma administração que é vista como um importante meio de criar condições para que as pessoas desenvolvam suas competências e atinjam os objetivos individuais e organizacionais. Assim, é papel dela descentralizar as decisões e responsabilidades, a fim de que as pessoas desenvolvam o autocontrole e satisfaçam suas próprias necessidades.
Essa teoria visa reorganizar os cargos, procurando ampliá-los a partir da extensão de atividades, acabando com a super-especialização das tarefas. Isso permite que as pessoas sintam que estão participando e reconheçam sua importância na organização. Assim, esta teoria visa também incorporar uma maior participação das pessoas nas decisões e na administração consultiva.
Outra medida que a Teoria Y incorpora substituindo medidas anteriormente executadas é a autoavaliação, na qual as pessoas são impulsionadas a avaliar sua contribuição para as empresas, assumindo responsabilidade junto à empresa.

## Sistemas de administração de Likert
Partindo do pressuposto de que a ação administrativa nunca é igual em todas as empresas, sendo um processo relativo, pois depende de inúmeras variáveis. Rensis Likert propõe um esquema em que quatro variáveis deverão ser consideradas: processo decisório, sistema de comunicação, relacionamento interpessoal e sistema de recompensas, em cada um dos quatro sistemas administrativos diferentes, a saber: 

### Sistema 1 - "autoritário-coercitivo"
Neste esquema Likert retrata um sistema administrativo que controla de forma muito rígida todos os acontecimentos da empresa. Caracteriza-se por um processo decisório centrado apenas no topo da organização. O sistema de comunicação é precário, ocorre sempre de forma vertical, no sentido descendente. Não há comunicações laterais, e estas são vistas como prejudiciais aos objetivos da empresa, sendo vetadas as organizações informais. O sistema de recompensas e punições frisa as punições como o melhor meio das pessoas obedecerem a risca as regras e as tarefas, tornando, assim, um ambiente pesado. As recompensas são materiais e salariais, porém raramente acontecem. São exemplos desse sistema as empresas de construção industrial, na qual usam mão de obra intensa e de nível baixo.

### Sistema 2 - "autoritário-benevolente"
É um sistema semelhante ao sistema 1, porém, é menos rígido. O processo decisório ainda se encontra na cúpula administrativa, mas pequenas decisões de natureza rotineira e simples são permitidas. O mesmo ocorre com o sistema de comunicação, este continua precário, porém, a cúpula facilita um pouco comunicações ascendentes e laterais. Há um acréscimo pequeno de confiança nas pessoas promovendo o relacionamento interpessoal. Ainda há ênfase nas punições, porém oferece recompensas salariais e raramente simbólicas. Encontramos este sistema em escritórios de indústrias, na produção das empresas, onde existe uma mão-de-obra mais especializada.

### Sistema 3 - "consultivo"
Este sistema representa um grande avanço para o lado participativo, que é um último sistema. O processo decisório, portanto, é do tipo participativo e consultivo, ou seja, os demais níveis hierárquicos participam das decisões e dado importância as opiniões deles, porém, ainda sob controle da cúpula. A confiança nos funcionários é mais elevada, o que faz a empresa criar sistemas para facilitar, relativamente, a comunicação. Ocorrem raramente punições e dada ênfase as recompensas materiais. Encontramos este sistema nas empresas mais organizadas e avançadas, como bancos e financeiras.

### Sistema 4 - "participativo"
Caracteriza-se por ser o mais democrático e aberto. Apesar de cúpula administrativa ainda definir as diretrizes e controlar os resultados, o processo decisório é totalmente descentralizado aos níveis inferiores. As comunicações já fluem facilmente e são vistas como um meio positivo e eficiente. O ambiente é de completa confiança, com participação e envolvimento grupal. As recompensas são simbólicas e matérias e raramente ocorrem punições.
De acordo com Chiavenato, para Likert, quanto mais próximo o estilo administrativo estiver do sistema 4, maior é a chance de ter alta produtividade. Likert critica as organizações que procuram eficiência apenas por uma base mecanicista do homem, esquecendo de outras variáveis, que em sua opinião, são de extrema importância para a produtividade. O comportamento humano para ele é, por exemplo, uma variável que pode alterar o sistema, assim não devendo ser negligenciado.

## Processo decisorial
A teoria comportamental percebe a organização como um sistema de decisões em que cada membro "participa racional e conscientemente, escolhendo e tomando decisões individuais a respeito de alternativas racionais de comportamento", ou seja, mostra que não é somente o administrador quem toma as decisões dentro da empresa, mas sim todos os membros que dela fazem parte, compondo assim um complexo sistema de decisões. Surge então a Teoria das Decisões, fundada por Herbert Simon, na qual busca explicar o comportamento de cada indivíduo dentro de uma organização.
A decisão é uma escolha entre várias opções possíveis, neste sentido, as decisões são tomadas para resolver problemas ou aproveitar oportunidades. Deste modo, de acordo com Chiavenato, engloba seis elementos assim enumerados:
1. Tomador de decisão: é a pessoa que faz uma escolha ou opção frente às várias existentes;
2. Objetivos: são os objetivos que o tomador de decisões busca atingir;
3. Preferências: para fazer a sua escolha, o tomador de decisões estabelece critérios, preferências;
4. Estratégia: é o caminho escolhido pelo tomador de decisões para o alcance de seus objetivos, com base nos recursos que lhes são disponíveis;
5. Situação: são os aspectos do ambiente que circunda o tomador de decisões;
6. Resultado: é o que se obteve com as estratégias utilizadas.

Simplificando os pontos acima mencionados é dizer que o tomador de decisões, encontra-se numa situação, na qual para alcançar os seus objetivos, estabelece preferências, formula estratégias para conseguir obter um resultado satisfatório ou não.
Segundo Chiavenato, a situação na qual o tomador de decisões se encontra para dar início ao alcance de seus resultados é interpretada segundo algumas noções como a de eventos futuros e das probabilidades de suas ocorrências, as consequências de algumas alternativas, as possibilidades de ações possíveis ou disponíveis e a hierarquia estabelecida guiada pelas suas preferências. Noções estas, que fazem com que o indivíduo tenha que abandonar algumas decisões, as mais racionais possíveis, em virtude de outras. Racionalidade importante para o alcance dos fins ou objetivos, com o intuito de obter os melhores resultados. Porém, essa racionalidade é limitada, porque só se toma decisões com base no que se conseguiu perceber e compreender, podendo deixar fugir algumas outras informações.

### Etapas do processo decisorial
1. Percepção da situação que envolve algum problema;
2. Análise e definição do problema;
3. Definição dos objetivos;
4. Procura de alternativas de solução ou de cursos de ação;
5. Escolha (seleção) da alternativa mais adequada ao alcance dos objetivos;
6. Avaliação e comparação das alternativas;
7. Implementação da alternativa escolhida..

O processo decisorial pode ser entendido ressaltando que, se a pressão para a tomada de uma decisão for grande, as etapas 3, 5 e 7 podem ser suprimidas e, quando não há pressão, algumas podem ser expandidas.
O processo decisório permite a solução de problemas ou o defrontamento com situações. A subjetividade nas decisões individuais é decorrente de alguns fatores:

### Decorrência da teoria das decisões
1. Racionalidade limitada: as decisões são tomadas tendo como base uma parte da situação ou apenas alguns aspectos dela;
2. Imperfeição das decisões: não há decisões perfeitas e sim, o que a faz ser escolhida é ter como base a sua eficiência, ou seja, resultados máximos com a utilização do mínimo de recursos;
3. Relatividade das decisões: quando se toma uma decisão, há a renúncia de outras, ao passo que nessa mesma decisão com o decorrer do tempo originará outras decisões;
4. Hierarquização das decisões: estabelece-se uma hierarquia para diferenciar o que é um meio e o que é um fim;
5. Racionalidade administrativa: tudo é planejado e orientado para se alcançar os objetivos da melhor maneira;
6. Influência organizacional: a organização estabelece um processo decisório próprio que consiste em divisão de tarefas, padrões de desempenho, sistemas de autoridade, canais de comunicação e treinamento e doutrinação.[1]

## Homem administrativo
O comportamento administrativo foca o homem administrativo, como aquele que não procura a melhor alternativa, o máximo absoluto, mas sim, aquela alternativa mais satisfatória, que se mostra suficiente frente às possibilidades da situação. Podendo-se utilizar o termo "satisficer" como palavra que traduz o homem administrativo. Termo este que foi introduzido por Simon, atenuando-se o conceito de homem econômico.
Reforçando, Chiavenato afirma que: «O comportamento administrativo é satisfaciente ("satisficer") e não otimizante, pois o homem administrativo toma decisões sem poder procurar todas as alternativas possíveis: não procura o máximo lucro, mas o lucro adequado; não o preço ótimo, mas o preço razoável».
Dentro desse processo organizacional, as empresas tendem a se tornarem racionalmente insatisfeitas, com vistas ao aperfeiçoamento permanente.

## Comportamento organizacional
É o estudo do funcionamento e estrutura das organizações, sendo estudado o comportamento dos grupos e indivíduos e, caracterizado, portanto, como uma ciência interdisciplinar.
A organização espera que o empregado obedeça a sua autoridade, a em contrapartida o empregado espera que a organização possua atitudes corretas e justas com ele. Os sociólogos referem-se a isso como "norma de reciprocidade", enquanto os psicólogos, "contrato psicólogo", que nada mais é que um entendimento entre indivíduo e organização, que vai além do contrato formal, ou em outras palavras, é o que ambos esperam ganhar com o contrato formal.

## Relações de intercâmbio
Parte do pressuposto de que um indivíduo ao ingressar numa organização, espera que suas satisfações pessoais sejam maiores que os seus esforços pessoais. E, do outro lado, a organização espera que os esforços desse indivíduo superem os custos de tê-lo na organização. Assim, o indivíduo permanece na organização ao perceber os benefícios que traz a ela, ao exceder o custo que traz a mesma e, a organização mantém esse indivíduo ao perceber os benefícios de mantê-los como maior que os custos de mantê-los na organização.

## Incentivos à cooperação
Conforme Chiavenato, com o intuito de manter o clima de harmonia e cooperação dentro da organização, os funcionários costumam receber incentivos. Para que estes incentivos realmente ajudem a organização a atingir seus objetivos, é necessário que os funcionários percebam que esses estímulos são vantajosos a ponto de compensar o esforço extra e estão relacionados aos objetivos que devem ser atingidos. Os incentivos podem ou não estar relacionados ao desenvolvimento e crescimento da organização.

## Apreciação crítica
A teoria comportamental é importante e definitiva, principalmente, pelo fato de seus melhores autores terem desenvolvido uma grande quantidade de pesquisas apresentadas de forma clara, tornando-se bastante conhecidas.
Porém Motta ainda afirma que, mesmo não tendo muitas críticas, ela está passível de censuras. De acordo com Chiavenato, os behavioristas falharam ao dividir as pessoas em "racionais e não-racionais", "eficientes e não-eficientes", "satisfeito e insatisfeito", partindo, portanto, para uma espécie de “psicologização” dos problemas de relações industriais.
Outra crítica apresentada, conforme Motta, é que, para James Earley, as idéias dadas pela teoria comportamentalista, não buscam maximizar nada, apenas resultados satisfatórios. Earley, em suas pesquisas, tirou várias conclusões que são opostas a esse pensamento. Para ele, os administradores, cada vez mais, procuram novos meios para ter lucros e redução de custos.
A teoria comportamental, errou ao padronizar os fenômenos do comportamento, desprezando as diferenças individuais de personalidade, "ela procura explicar o comportamento humano tal como os cientistas poderiam explicar ou prever os fenômenos da natureza ou o comportamento dos ratos no laboratório".
Em contraposição, Motta descreve que mesmo com deficiências, essa teoria representou um avanço para a Administração. Os Behavioristas mostram um novo conceito democrático e humano, baseado na equalização do poder, assim como as principais teorias de motivação para a Administração.
Outro aspeto a ser considerado é o reconhecimento dos conflitos organizacionais. Os behavioristas acreditam que há um conflito entre os objetivos individuais e organizacionais, que pode ser resolvido por uma mudança no comportamento e na estrutura organizacional. Nesta teoria também é dada importância a formação de grupos de trabalho como meio eficiente de alcançar os objetivos.
Como já foi dito, a teoria comportamental foi muito importante para o conteúdo da TGA. Ela é mais teoria de análise mais descritiva e explicativa do que prescritiva, preocupando-se mais em explicar do que formar normas, demonstrando uma dificuldade em sua aplicação. Porém, seus conteúdos são um dos mais conhecidos, representando uma grande base para as teorias administrativas.